# Олефиренко, Игорь Алексеевич
Игорь Алексеевич Олефиренко (укр. Ігор Олексійович Олефіренко; род. 14 марта 1990, Белая Церковь, Киевская область) — украинский легкоатлет, специалист по бегу на длинные дистанции и марафону. Выступает на профессиональном уровне с конца 2000-х годов, победитель и призёр ряда крупных стартов на шоссе, трёхкратный чемпион Украины в марафоне, участник летних Олимпийских игр в Рио-де-Жанейро.

## Биография
Игорь Олефиренко родился 14 марта 1990 года в городе Белая Церковь Киевской области Украинской ССР.
Начиная с 2008 года регулярно принимал участие в различных шоссейных забегах в Европе, преимущественно на территории Польши.
В 2011 году в составе украинской национальной сборной выступил на молодёжном европейском первенстве в Остраве, где в зачёте бега на 10 000 метров занял итоговое 18-е место.
В 2012 и 2013 годах дважды подряд становился чемпионом Украины в марафоне, показав время 2:14:56 и 2:14:10 соответственно.
В 2014 году финишировал четвёртым на Миланском марафоне (2:13:10), занял 29-е место в марафоне на чемпионате Европы в Цюрихе (2:20:36), пришёл к финишу девятым на марафоне в Макао (2:17:39).
На чемпионате Украины 2015 года в Белой Церкви с результатом 2:12:04 вновь превзошёл всех своих соперников и завоевал золотую медаль.
В 2016 году был седьмым на марафоне Беппу — Оита (2:13:33). Выполнив олимпийский квалификационный норматив (2:19:00), благополучно прошёл отбор на летние Олимпийские игры в Рио-де-Жанейро — в программе марафона показал результат 2:15:36, закрыв тридцатку сильнейших.
После Олимпиады в Рио Олефиренко остался действующим спортсменом и продолжил принимать участие в крупнейших международных стартах. Так, в 2017 году он финишировал восьмым на Барселонском марафоне (2:15:52), занял 18-е место в марафоне на чемпионате мира в Лондоне (2:15:34), закрыл двадцатку сильнейших Торонтского марафона (2:30:30).
В 2018 году показал 11-й результат на Лондонском марафоне (2:15:06) и 14-й результат в марафоне на чемпионате Европы в Берлине (2:16:35).
На Лондонском марафоне 2019 года с личным рекордом 2:11:55 расположился в итоговом протоколе на 17-й позиции. Помимо этого, выиграл чемпионат Украины по полумарафону в Полтаве.
В 2020 году отметился выступлением на чемпионате мира по полумарафону в Гдыне, где с результатом 1:04:22 занял итоговое 92-е место.